# Nacionalni park Karula
Nacionalni park Karula (est. Karula rahvuspark) se nalazi u južnoj Estoniju odnosno u okruzima Valgamaa I Võrumaa. Osnovan je 1979. kao zaštićeno područje, a 1993. godine postaje nacionalni park. Teritorij parka obuhvaća 110,97 km2. Najviša točka je visoka 137 m, a to je Rebasejärve Tornimägi. Nacionalni park obuhvaća gotovo trećinu brda Karula.
Uz šume koje zauzimaju 70% površine, tu su i brojna manja trsetišta, 38 jezera i brojne bare i potoci. Najveće jezero je Ähijärv.
Danas oko 200 ljudi trajno živi unutar granica nacionalnog parka. Oni govore uglavnom južnoestonskim viruskim dijalektom. 
Posjetiteljski centar nalazi se u blizini Ähijärve.

## Vanjske poveznice
|  | Zajednički poslužitelj ima još gradiva o temi Nacionalni park Karula |

- Nacionalni park Karula - službene stranice  Arhivirana inačica izvorne stranice od 1. srpnja 2008. (Wayback Machine)